# Rigord
Rigord, latin nevén Rigordus (Languedoc tartomány, 1145 és 1150 között – 1207 és 1209. november között) középkori francia bencés szerzetes és történetíró. Fő műve a II. Fülöp Ágost francia király uralkodásáról szóló Gesta Philippi Augusti.

## Élete
Rigord családjáról és rangbeli származásáról nincsen információ. A különböző latin szövegek több változatban közlik nevét: fő művében Rigordusként szerepel, a saint-denis-i apátság nekrológjában Rigoldusként. Guillaume le Breton Riguotus alakban latinizálta nevét; ennek hibás olvasatából született a későbbiekben a Rignotus és a Rinotus. Könyvében Rigord így mutatkozott be: „magister Rigordus, natione Gothus, professione phisicus, regis Francorum cronographus, beati Dyonisii Ariopagite clericorum minimus […]”, azaz „Rigordus magister, a gót nemzetből, foglalkozás szerint orvos, a francia királyok kronográfusa, a saint-denis-i monostor szerzetesei között a legjelentéktelenebb.” Az alapján, hogy magát natione Gothusnak mondja, Languedoc tartományból származott; a középkorban Languedoc tartományon belül a Rigord név Alès, Arles, Montpellier, Franquevaux apátsága és Nîmes környékén fordult elő a legnagyobb gyakorisággal. Ezek közül az alès-i származás valószínűsíthető az alapján, hogy Rigord e térség eseményeit kísérte figyelemmel: beszámolt a más művekben egyébként nem feljegyzett 1186-os uzès-i földrengésről.
Rigord eredeti foglalkozását tekintve orvos volt; bár az egyházjog szerint az orvoslás és a szerzetesség nem fért meg egymással, elképzelhető, hogy szerzetesi fogadalmának letétele után is praktizált. Egyes életrajzírói szerint Rigord a király orvosa volt; e feltételezést azonban nem támasztják alá döntő érvek: egyetlen fennmaradt dokumentumban sem hivatkoznak rá királyi orvosként. Rigord gyógyászati tevékenységét mindenesetre kortársa, Gilles de Corbeil francia királyi orvos éles kritikával illette; François-Olivier Touati francia történész pedig rámutatott arra, hogy gesztájában Rigord nem tanúsított különösebb érdeklődést a kórságok iránt, és orvosi szakszavakat sem használt például a király betegségének leírásakor.
Rigord 1189 előtt lett szerzetes: ismeretes, hogy 1189. február 10-én az argenteuil-i perjelségben tartózkodott, de feltehetően csak ideiglenes ottlétről volt szó, és már korábban, 1183–1186 körül csatlakozott a saint-denis-i monostor szerzetesközösségéhez. 1205. június 7-én jelent volt, mikor a király Konstantinápolyból érkező ereklyéket vett át. Az 1206. decemberi árvizekről még tudósít gesztájában, így halála legkorábban 1207-ben következhetett be. Saint-denis-i gyászjelentése november 17-i keltezésű, az ebben szereplő M.B.D. [Monachus Beati-Dionysii] arra enged következtetni, hogy nem szentelték pappá.

## Munkássága
II. Fülöp francia király uralkodásának első feléről szóló, latin nyelvű Gesta Philippi Augusti című könyvét már szerzetessé válását megelőzően, legkésőbb 1186–87 előtt kezdte el írni. A Gesta megírása három nagyobb szakaszra osztható: az első változat dicsőítő hangnemű, legkésőbb 1196-os keletű előszava a királynak ajánlja a művet; a második, körülbelül 1200-ban keletkezett szakasz visszafogottabb hangvételű és Lajos királyfinak dedikált; végül az utolsó rész, mely 1206 decemberéig beszéli el az eseményeket.
Bár Rigord a „francia királyok krónikásának” nevezi magát, állítása szerint a mű megírásába nem a király vagy egyházi elöljáróra óhajára, utasítására kezdett bele, hanem saját kezdeményezésre. A Gesta nemcsak Rigord személyes emlékeire, tapasztalataira, hanem más szerzőkre, forrásokra is hagyatkozott. A királyi és kormányzati oklevelek, levelek és dokumentumok pontos ismeretéből arra lehet következtetni, hogy Rigord hozzáfért a királyi levéltár anyagához.
Rigord volt az első, aki a római császárokra utaló augustus jelzővel illette II. Fülöp királyt; gesztájának első fele ennek megfelelően dicsőítően szól az uralkodóról, az 1190 utáni eseményeket elbeszélő második felében azonban kritikusabb hangnemet üt meg a királlyal szemben annak egyházellenesnek tekintett intézkedései és Ingeborg királynéval való bánásmódja miatt. Amellett, hogy a francia történelem egyik fontos forrásműve, a Gesta Philippi Augusti az egyetlen korabeli krónika, mely francia szemszögből mutatja be a harmadik keresztes hadjáratot (1189–1192). A hadjárat kapcsán röviden szól az 1187. esztendő eseményeiről, az előkészületekről, a francia sereg útjáról és szentföldi tartózkodásáról Akkon bevételéig. Bemutatja II. Fülöp király hazatérését is, melyet Rigord az uralkodó súlyos betegségével és az Oroszlánszívű Richárd angol királlyal való nem túl szívélyes viszonyával magyarázott. Rigord halálát követően a Gesta Philippi Augustit Guillaume le Breton jelentősen átszerkesztette, illetve folytatta. A könyv két kéziratban maradt fent, az egyiket a Francia Nemzeti Könyvtárban, a másikat a Vatikáni Apostoli Könyvtárban őrzik.
A Gesta Philippi Augustit elsődleges forrásként csak kevés krónika használta fel: a Grandes Chroniques de France, a Livre de l’abbé Gille, valamint Vincent de Beauvais Speculum Historiale és Memoriale omnium temporum című munkái. Ezen művek azonban népszerűek és széles körben ismertek voltak, így rajtuk keresztül Rigord gesztájára is számos későbbi történeti mű hivatkozik.
Rigord másik munkája, a Franciaország történelméről szóló Breve Chronicon Regum Francorum csak töredékesen maradt fent. A Chronicon néhány mondatban mutatja be az ország uralkodóit, temetkezési helyükkel zárva a rövid ismertetőt. Henri-François Delaborde történész a Gesta első változatának elkészülte és 1196 májusa közöttre datálja a Chronicon publikálását.